# Tamboerskloof

Situation du quartier

Tamboerskloof est un quartier résidentiel de la ville du Cap en Afrique du Sud. Il est situé sur les pentes de Lion's Head et de Signal Hill et limitrophes des quartiers de Gardens et de Bo-Kaap.
Constituant l'une des plus anciennes banlieues résidentielles du Cap, Tamboerskloof est situé au sein du City Bowl, le centre historique de la métropole sud-africaine.

## Démographie
Selon le recensement de 2011, Tamboerskloof compte 2 984 habitants. Ce qui fait 63 habitants  supplémentaires que lors du dernier recensement de 2001.
Répartition par genre
| Genre | Population 2011 | %      | Population 2001 | %       | Différence en % |
| ----- | --------------- | ------ | --------------- | ------- | --------------- |
| Femme | 1545            | 51.8 % | 1 375           | 52,93 % | -1.13%          |
| Homme | 1439            | 48.2%  | 1 546           | 47,07 % | + 1.13%         |

Répartition ethnique
| Groupe            | Population 2011 | %      | Population 2001 | %       | Différence en % |
| ----------------- | --------------- | ------ | --------------- | ------- | --------------- |
| Noirs             | 438             | 14.7%  | 166             | 5,68 %  | 9.02%           |
| Coloured          | 153             | 5.1    | 168             | 5,75 %  | -0.65 %         |
| Indiens/Asiatique | 49              | 1.6%   | 27              | 0,92 %  | 0.68 %          |
| Blancs            | 2262            | 75.8 % | 2 559           | 87,61 % | -11.81 %        |
| Autres            | 82              | 2.7 %  | -               | -       | 2.7 %           |

Données de 2001 pour la répartition linguistique
Répartition linguistique
| Langue                        | Population | %       |
| ----------------------------- | ---------- | ------- |
| Anglais                       | 1 914      | 65,53 % |
| Afrikaans                     | 693        | 23,72 % |
| Xhosa                         | 58         | 1,99 %  |
| Autres langues sud-africaines | 35         | 1,20 %  |
| Autres langues                | 221        | 7,57 %  |

## Historique

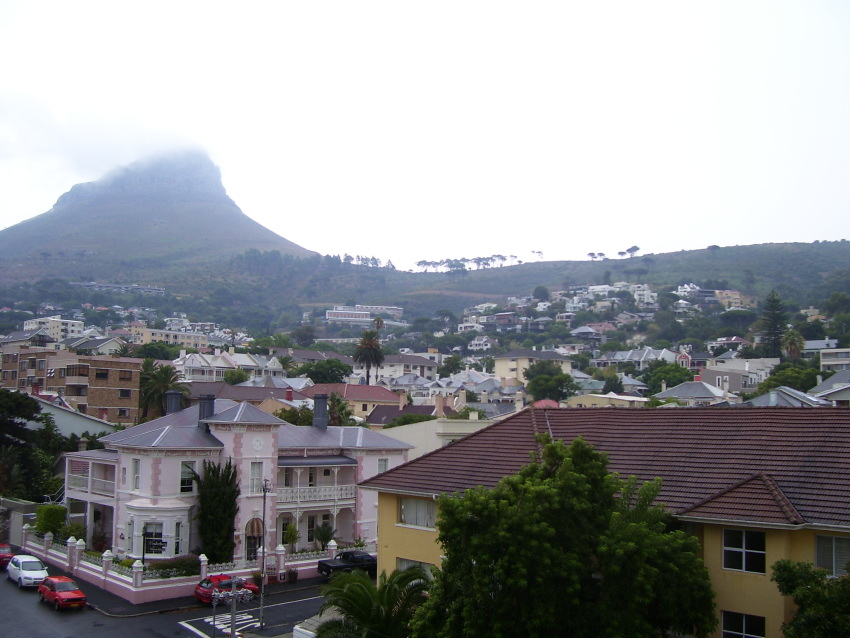
Tamboerskloof

À l'origine, les premiers bâtiments construits, sur ce qui deviendra le quartier de Tamboerskloof, sont des fermes. L'une d'entre elles porte le nom de Tamboerskloof dont le domaine s'est étendue de Signal Hill et de Kloof Nek au mur de pierre construit par la famille van Breda à Oranjezicht pour empêcher leur bétail de se disperser. La zone a pour fonction de fournir aux navires de passage des produits frais.
Au XIXe siècle, à la suite de l'accroissement démographique de la population de la ville du Cap, Tamboerskloof est l'une des premières fermes de la banlieue du Cap à être divisée en plusieurs parcelles qui sont alors aménagées pour recevoir des habitations. Cette transformation est particulièrement nette à partir de 1895 quand Le Cap connaît un afflux massif d'immigrants en provenance d'Europe ou des régions périphérique des républiques boers. Manquant de logement en ville, les parcs de Tamboerskloof sont divisés en parcelles immobilières et mises en vente. De nombreuses maisons victoriennes sont alors construites (1895-1905). Une fois la seconde guerre des Boers terminée, le rythme des constructions ralentit à mesure que les immigrants et les réfugiés partent ou retournent s'établir au Transvaal et dans les régions périphériques. La profusion de bâtiments Art déco dans le quartier procède pour sa part du boom immobilier que connaît Le Cap dans les années 1930. Le quartier connaît encore une nouvelle croissance dans les années 1950 et 60, période au cours de laquelle sont construits des grands immeubles d'habitations.
Durant la période d'apartheid (1948-1991), en vertu du Group Areas Act, Tamboerskloof est un quartier réservé à la population blanche. Celle-ci demeure nettement la population majoritaire du quartier.
Le Cape Milner Hôtel se situe de nos jours à l'endroit où était le bâtiment originel de la ferme Tamboerskloof.

## Politique
Le quartier est un bastion politique de l'Alliance démocratique (DA) situé dans le 16e arrondissement (subcouncil) du Cap ainsi que dans le ward 77 lequel couvre également Vredehoek, Oranjezicht, Signal Hill, Schotsche Kloof et Gardens (partiellement). Le conseiller municipal du ward est Brandon Golding (DA).

## Écoles, collèges et lycées
- Tamboerskloof Primary School
- Deutsche Internationale Schule Kapstadt
- Jan van Riebeek Primary School
- Jan van Riebeek High School.